# Séries de divisions de la Ligue nationale de baseball 1996
Les Séries de divisions de la Ligue nationale de baseball 1996 font partie des séries éliminatoires de la Ligue majeure de baseball. Ce tour éliminatoire est constitué de deux séries jouées au meilleur de cinq parties par quatre clubs de la Ligue nationale de baseball, l'une des deux composantes des Ligues majeures de baseball. 
Ces deux séries sont disputées du mardi 1er octobre au samedi 5 octobre 1996. Pour se qualifier à la Série de championnat 1996 de la Ligue nationale, les Braves d'Atlanta remportent l'une de ces Séries de divisions trois matchs à zéro sur les Dodgers de Los Angeles, tandis que les Cardinals de Saint-Louis éliminent de leur côté les Padres de San Diego, également trois matchs à zéro.

## Avantage du terrain
Les « têtes de séries », donc la composition des face à face, pour ces Séries de divisions de 1996 n'étaient pas déterminés par la fiche victoires-défaites en saison régulière des clubs participants, mais plutôt déterminés au préalable selon une procédure controversée qui ne fut utilisée que durant 3 ans et abandonnée après les éliminatoires de 1997. En 1996 toutefois, cet arrangement ne proposa pas de grande surprise dans la Ligue nationale et les 4 clubs participants furent classés de la même manière qu'ils l'auraient été selon leur fiche en saison régulière. Les « têtes de séries » étaient dans l'ordre : Braves d'Atlanta (96 victoires et 56 défaites), Padres de San Diego (91-71), Cardinals de Saint-Louis (88-74) et Dodgers de Los Angeles (90-71 mais classés 4e car qualifiés comme meilleurs deuxièmes).
L'avantage du terrain lors des Séries de divisions de 1995 à 1997 était le suivant : la première tête de série jouait deux matchs sur le terrain de son adversaire, puis enchaînait avec les trois matchs suivants à domicile. Comme un club doit remporter trois victoires pour accéder à la ronde suivante, il était possible que l'équipe bénéficiant de cet « avantage » ne dispute qu'un match à domicile (le 3e) après avoir joué les deux premiers sur la route. Également critiquée, cette formule fut plus tard abandonnée et remplacée dès 1998 par celle qui prévaut actuellement (en date de 2016), alors que l'équipe possédant l'avantage du terrain dispute les parties #1, #2 et #5 (si nécessaire) devant ses partisans.

## Braves d'Atlanta vs Dodgers de Los Angeles
Avec 96 victoires contre 66 défaites durant la saison régulière 1996, les Braves d'Atlanta sont la meilleure équipe de la Ligue nationale, et la deuxième meilleure des majeures après les meneurs de la Ligue américaine, les Indians de Cleveland, vainqueurs de 99 parties sur 162. Champions de la Série mondiale 1995, les Braves gagnent en 1996 le 5e d'un record de 14 titres de division consécutifs, terminant en tête de la section Est de la Ligue nationale avec 8 matchs de priorité sur le club de seconde place, les Expos de Montréal. Atlanta participe à ses 5e séries éliminatoires consécutives.
Les Dodgers de Los Angeles échappent le titre de la division Ouest de la Ligue nationale, terminant un seul match derrière les Padres de San Diego, mais leur fiche de 92 victoires contre 72 défaites leur permet de prendre part aux éliminatoires pour le second automne consécutif, cette fois en qualité de meilleur deuxième de la Ligue nationale. Balayés en trois matchs de suite par Cincinnati dans leur Série de division en 1995, les Dodgers subissent le même sort en 1996 face à Atlanta. Ils ne gagneront pas un seul match éliminatoire de leur victoire en Série mondiale 1988 jusqu'aux Séries de divisions de 2004, et ils devront patienter jusqu'en 2008 pour gagner une première série éliminatoire en 20 ans. 
Les Braves et les Dodgers s'affrontent pour la première fois en matchs éliminatoires.

### Calendrier des rencontres
| Match | Date      | Visiteur               | Hôte                   | Score              |
| ----- | --------- | ---------------------- | ---------------------- | ------------------ |
| 1     | 2 octobre | Braves d'Atlanta       | Dodgers de Los Angeles | 2 - 1 (10 manches) |
| 2     | 3 octobre | Braves d'Atlanta       | Dodgers de Los Angeles | 3 - 2              |
| 3     | 5 octobre | Dodgers de Los Angeles | Braves d'Atlanta       | 2 - 5              |

### Match 1
Mercredi 2 octobre 1996 au Dodger Stadium, Los Angeles, Californie.
| Braves d'Atlanta | 0 | 0 | 0 | 1 | 0 | 0 | 0 | 0 | 0 | 1 | 2 | 4 | 1 |
| Dodgers de Los Angeles | 0 | 0 | 0 | 0 | 1 | 0 | 0 | 0 | 0 | 0 | 1 | 5 | 0 |
| Lanceurs partants : ATL : John Smoltz LAD : Ramón Martínez Vic. : John Smoltz (1-0) Déf. : Antonio Osuna (0-1) Sauv. : Mark Wohlers (1) HRs : ATL : Javy López (1) |   |   |   |   |   |   |   |   |   |   |   |   |   |

Pour Atlanta, John Smoltz lance 9 manches et n'accorde qu'un point, tandis que pour Los Angeles Ramón Martínez n'alloue qu'un point sur 3 coups sûrs en 8 manches lancées. Les Braves brisent l'égalité de 1-1 remportent ce premier match sur un circuit de Javy López en début de 10e manche aux dépens du lanceur Antonio Osuna.

### Match 2
Jeudi 3 octobre 1996 au Dodger Stadium, Los Angeles, Californie.
| Braves d'Atlanta | 0 | 1 | 0 | 0 | 0 | 0 | 2 | 0 | 0 | 3 | 5 | 2 |
| Dodgers de Los Angeles | 1 | 0 | 0 | 1 | 0 | 0 | 0 | 0 | 0 | 2 | 3 | 0 |
| Lanceurs partants : ATL : Greg Maddux LAD : Ismael Valdez Vic. : Greg Maddux (1-0) Déf. : Ismael Valdez (0-1) Sauv. : Mark Wohlers (2) HRs : ATL : Ryan Klesko (1), Fred McGriff (1) |   |   |   |   |   |   |   |   |   |   |   |   |

### Match 3
Samedi 5 octobre 1996 au Atlanta-Fulton County Stadium, Atlanta, Géorgie.
| Dodgers de Los Angeles | 0 | 0 | 0 | 0 | 0 | 0 | 1 | 1 | 0 | 2 | 6 | 1 |
| Braves d'Atlanta | 1 | 0 | 0 | 4 | 0 | 0 | 0 | 0 | X | 5 | 7 | 0 |
| Lanceurs partants : LAD : Hideo Nomo ATL : Tom Glavine Vic. : Tom Glavine (1-0) Déf. : Hideo Nomo (0-1) Sauv. : Mark Wohlers (3) HRs: ATL : Chipper Jones (1) |   |   |   |   |   |   |   |   |   |   |   |   |

## Padres de San Diego vs Cardinals de Saint-Louis

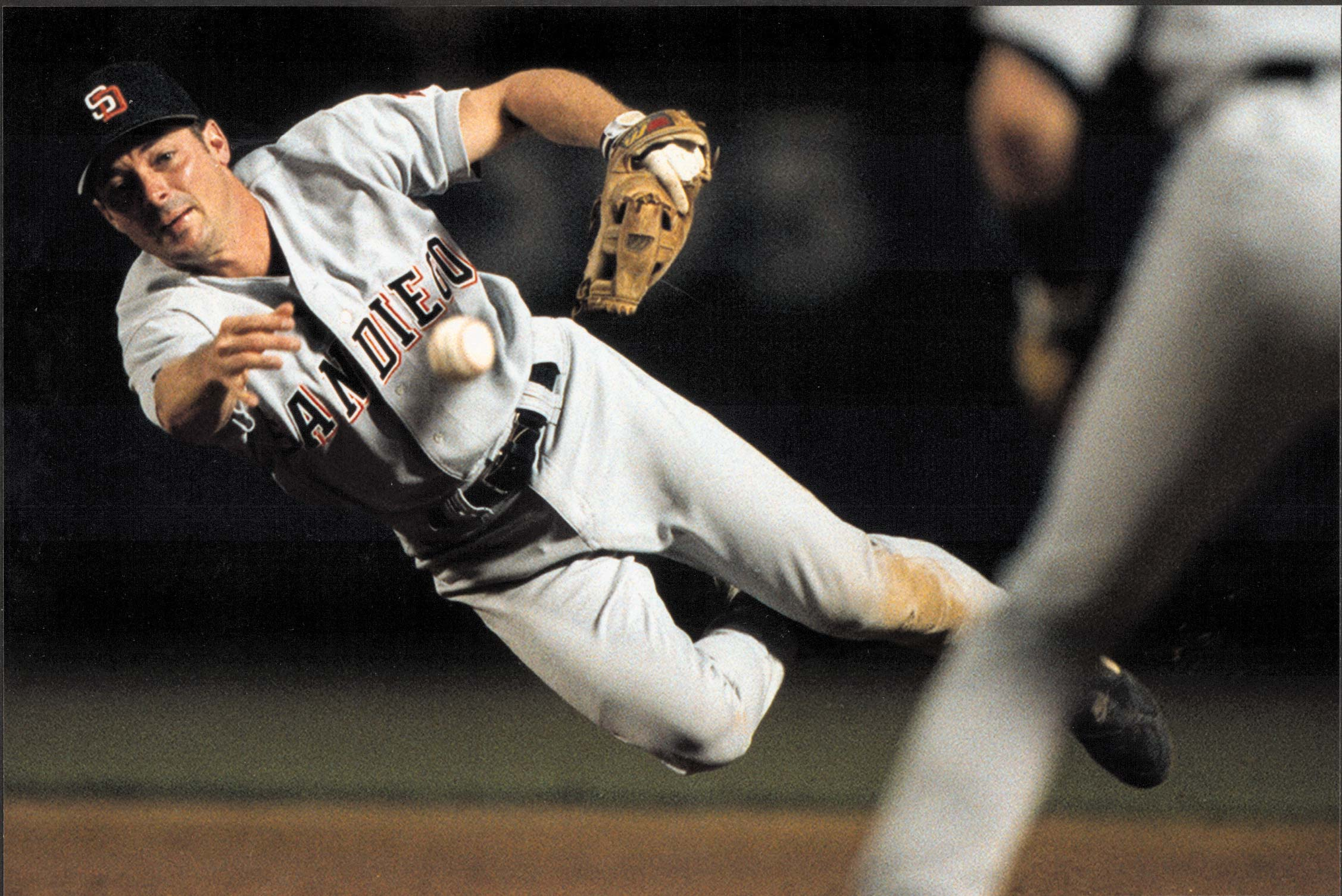
Jody Reed des Padres de San Diego lors d'un match disputé durant la saison 1996.

En 1996, les Padres de San Diego remportent leur premier titre de la division Ouest de la Ligue nationale depuis 1984. Avec 91 victoires contre 71 défaites, leur meilleure performance depuis la saison 1984, les Padres complètent la saison régulière avec à peine une victoire de plus que les Dodgers de Los Angeles, le club de seconde place dans leur division. Cette qualification aux éliminatoires n'est que la deuxième en 28 saisons d'histoire pour la franchise de San Diego.
Avec 88 victoires contre 74 défaites, les Cardinals de Saint-Louis terminent pour la première fois au sommet de la division Centrale de la Ligue nationale, devançant par 6 parties les Astros de Houston pour décrocher un premier titre de section depuis leur première place de la section Est à laquelle ils appartenaient en 1987, l'année de leur dernière participation aux éliminatoires. En date de 2016, une séquence aussi longue (8 saisons, de 1988 à 1995) sans jouer en éliminatoires ne s'est pas reproduite pour les Cardinals.
La Série de divisions de 1996 marque le premier affrontement entre ces deux clubs dans une série éliminatoire.

### Calendrier des rencontres
| Match | Date        | Visiteur                 | Hôte                     | Score |
| ----- | ----------- | ------------------------ | ------------------------ | ----- |
| 1     | 1er octobre | Padres de San Diego      | Cardinals de Saint-Louis | 1 - 3 |
| 2     | 3 octobre   | Padres de San Diego      | Cardinals de Saint-Louis | 4 - 5 |
| 3     | 5 octobre   | Cardinals de Saint-Louis | Padres de San Diego      | 7 - 5 |

### Match 1
Mardi 1er octobre 1996 au Busch Memorial Stadium, Saint-Louis, Missouri.
| Padres de San Diego | 0 | 0 | 0 | 0 | 0 | 1 | 0 | 0 | 0 | 1 | 8 | 1 |
| Cardinals de Saint-Louis | 3 | 0 | 0 | 0 | 0 | 0 | 0 | 0 | X | 3 | 6 | 0 |
| Lanceurs partants : SD : Joey Hamilton STL : Todd Stottlemyre Vic. : Todd Stottlemyre (1-0) Déf. : Joey Hamilton (0-1) Sauv. : Dennis Eckersley (1) HRs : SD : Rickey Henderson (1) STL : Gary Gaetti (1) |   |   |   |   |   |   |   |   |   |   |   |   |

### Match 2
Jeudi 3 octobre 1996 au Busch Memorial Stadium, Saint-Louis, Missouri.
| Padres de San Diego | 0 | 0 | 0 | 0 | 1 | 2 | 0 | 1 | 0 | 4 | 6 | 0 |
| Cardinals de Saint-Louis | 0 | 0 | 1 | 0 | 3 | 0 | 0 | 1 | X | 5 | 5 | 1 |
| Lanceurs partants : SD : Scott Sanders STL : Andy Benes Vic. : Rick Honeycutt (1-0) Déf. : Doug Bochtler (0-1) Sauv. : Dennis Eckersley (2) HRs : SD : Ken Caminiti (1) |   |   |   |   |   |   |   |   |   |   |   |   |

### Match 3
Samedi 5 octobre 1996 au Jack Murphy Stadium, San Diego, Californie.
| Cardinals de Saint-Louis | 1 | 0 | 0 | 0 | 0 | 3 | 1 | 0 | 2 | 7 | 13 | 0 |
| Padres de San Diego | 0 | 2 | 1 | 1 | 0 | 0 | 0 | 1 | 0 | 5 | 11 | 2 |
| Lanceurs partants : STL : Donovan Osborne SD : Andy Ashby Vic. : T. J. Mathews (1-0) Déf. : Trevor Hoffman (0-1) Sauv. : Dennis Eckersley (3) HRs : STL : Ron Gant (1), Brian Jordan (1) SD : Ken Caminiti (2, 3) |   |   |   |   |   |   |   |   |   |   |    |   |